# Nanosella fungi
Nanosella fungi (лат.) — неотропический вид жесткокрылых насекомых из семейства перокрылок. До 2015 года данный вид считался самым мелким видом жесткокрылых насекомых (было признано, что первоначальные данные о его размере были неправильно трактованы). В настоящее время мельчайшим жесткокрылым признан вид Scydosella musawasensis с длиной тела от 0,325 мм до 0,352 мм.
Вид распространён в восточных США. Жуки обитают в споровместилищах трутовых грибов.